# 卡斯泰尔诺沙洛斯
卡斯泰尔诺沙洛斯（法語：Castelnau-Chalosse，法語發音：[kastɛlno ʃalɔs]）是法国朗德省的一个市镇，属于达克斯区。

## 地理
卡斯泰尔诺沙洛斯（43°39'52"N, 0°50'38"W）面积10.66 平方千米，位于法国新阿基坦大区朗德省，该省份为法国西南部沿海省份，是法國本土面积第二大的省，北起吉倫特省，西临大西洋，南至大西洋比利牛斯省，东临热尔省，东北与洛特-加龍省接壤。
与卡斯泰尔诺沙洛斯接壤的市镇（或旧市镇、城区）包括：栋扎克、奥祖尔、波马雷兹、波亚尔坦。

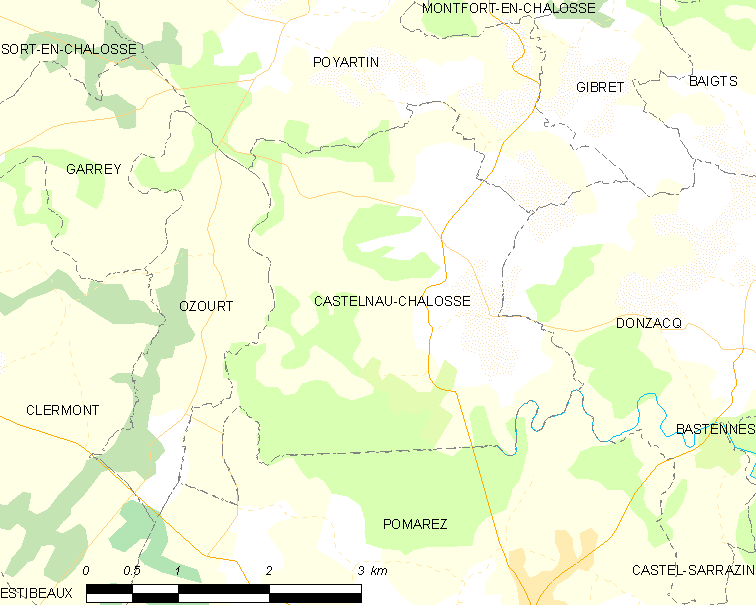
卡斯泰尔诺沙洛斯的OSM定位图

卡斯泰尔诺沙洛斯的时区为UTC+01:00、UTC+02:00（夏令时）。

## 行政
卡斯泰尔诺沙洛斯的邮政编码为40360，INSEE市镇编码为40071。

## 政治
卡斯泰尔诺沙洛斯所属的省级选区为沙洛斯山坡县。

## 人口

1962-2008年间卡斯泰尔诺沙洛斯人口变化图示

卡斯泰尔诺沙洛斯于2022年1月1日时的人口数量为595人。